# Griebeler See
Der Griebeler See nordöstlich des Dorfes Griebel in der Gemeinde Kasseedorf ist ein See in Schleswig-Holstein.  Er liegt in der Holsteinischen Schweiz und ist umgeben von einer hügeligen Moränenlandschaft. 
Der Griebeler See hat eine langgestreckt-ovale Grundform, die von Südwest noch Nordost verläuft. In nordöstlicher Richtung ist er von steil abfallenden Hängen umgeben. Im Südwesten des Sees befindet sich ein Verlandungsgebiet. Hier ist ein breiter Gürtel mit Schwimmblattpflanzen anzutreffen, der in ein Röhricht übergeht. Daran schließt sich ein Bewuchs mit Grauweiden an auf das ein Erlenbruchwald und eine Seggenwiese folgen. Der See hat einen Abfluss über den Lachsbach in das Neustädter Binnenwasser. 
Der See darf weder beangelt, noch mit Fahrzeugen befahren werden. Am östlichen Ufer gibt es eine Badestelle. 